# Zoran Marić
Zoran "Džimi" Marić (serbio cirílico: Зopaн – Џими Mapић, nacido el 21 de febrero de 1960 en Boka, Yugoslavia) es un exfutbolista que jugaba de delantero y actualmente entrenador.
Nacido en Boka (Secanj), en la República Federal Socialista de Yugoslavia, Marić jugó en el FK Novi Sad y el FK Vojvodina en su país. En enero de 1988, casi un 29 años de edad, se le permitió salir de la nación del Telón de Acero y trasladarse a España, donde permanecería hasta su jubilación cinco años más tarde, llegó al Celta de Vigo para cubrir la baja del goleador Baltazar, en el curso 1988/89 tendría problemas con las lesiones teniendo que pasar por el quirófano y teniendo que someterse a una operación a la siguiente temporada. Después volvería a recaer y pasa a ser ojeador técnico del Celta. 
Quiso probar nuevas aventuras y se fue a la SD Compostela retirándose del fútbol a los 33 años, acumulando totales de 71 partidos y 13 goles de cuando estuvo en España
En la década de 2000 Marić se hizo entrenador, con el FK Vojvodina y la SD Compostela.
Marić ganó dos veces siendo internacional con Yugoslavia en 1983. Hizo su debut el 30 de marzo en un amistoso por 2-0 en Rumanía.
El hijo de Marić, Goran Marić, es también un futbolista en posición de delantero, ha pasado por el Celta de Vigo B llegando a jugar en el primer equipo.
| Años      | Equipo           | Apariciones | Goles |
| --------- | ---------------- | ----------- | ----- |
| 1977-1979 | FK Novi Sad      | 33          | 4     |
| 1979-1987 | FK Vojvodina     | 212         | 44    |
| 1988–1991 | RC Celta de Vigo | 88          | 15    |
| 1991–1993 | SD Compostela    | 54          | 8     |
| Total     | -                | 387         | 71    |